# Hammersmith (circonscription britannique)
Pour les articles homonymes, voir Hammersmith.
Circonscription parlementaire de la Chambre des communes
La circonscription d'Hammersmith est une circonscription électorale anglaise située dans le Grand Londres, couvrant le quartier d'Hammersmith, elle est représentée à la Chambre des communes du Parlement britannique.

## Géographie
La circonscription comprend :
- le nord du Borough londonien de Hammersmith et Fulham ;
- les quartiers de Shepherd's Bush, Baron's Court, West Kensington et White City .

## Députés
Les Members of Parliament (MPs) de la circonscription sont :
1885-1918
| Législature                                          | Années    | Député             | Député                       | Parti        |
| ---------------------------------------------------- | --------- | ------------------ | ---------------------------- | ------------ |
| Hammersmith issue de Chelsea                         |           |                    |                              |              |
| 23e                                                  | 1885–1886 |                    | Walter Tuckfield Goldsworthy | Conservateur |
| 24e                                                  | 1886–1892 |                    | Walter Tuckfield Goldsworthy | Conservateur |
| 25e                                                  | 1892–1895 |                    | Walter Tuckfield Goldsworthy | Conservateur |
| 26e                                                  | 1895–1900 |                    | Walter Tuckfield Goldsworthy | Conservateur |
| 27e                                                  | 1900–1906 | William James Bull |                              | Conservateur |
| 28e                                                  | 1906–1910 | William James Bull |                              | Conservateur |
| 29e                                                  | 1910–1910 | William James Bull |                              | Conservateur |
| 30e                                                  | 1910–1918 | William James Bull |                              | Conservateur |
| Remplacée par Hammersmith North et Hammersmith South |           |                    |                              |              |

1983-1997
| Législature                                                                | Années    | Député | Député      | Parti        |
| -------------------------------------------------------------------------- | --------- | ------ | ----------- | ------------ |
| Recréée de Hammersmith North                                               |           |        |             |              |
| 49e                                                                        | 1983–1987 |        | Clive Soley | Travailliste |
| 50e                                                                        | 1987–1992 |        | Clive Soley | Travailliste |
| 51e                                                                        | 1992–1997 |        | Clive Soley | Travailliste |
| Dissoute parmi Hammersmith and Fulham et Ealing, Acton and Shepherd's Bush |           |        |             |              |

Depuis 2010
| Législature                                                            | Années       | Député | Député         | Parti        |
| ---------------------------------------------------------------------- | ------------ | ------ | -------------- | ------------ |
| Recréée de Hammersmith and Fulham et Ealing, Acton and Shepherd's Bush |              |        |                |              |
| 55e                                                                    | 2010–2015    |        | Andy Slaughter | Travailliste |
| 56e                                                                    | 2015–2017    |        | Andy Slaughter | Travailliste |
| 57e                                                                    | 2017–2019    |        | Andy Slaughter | Travailliste |
| 58e                                                                    | 2019–Présent |        | Andy Slaughter | Travailliste |

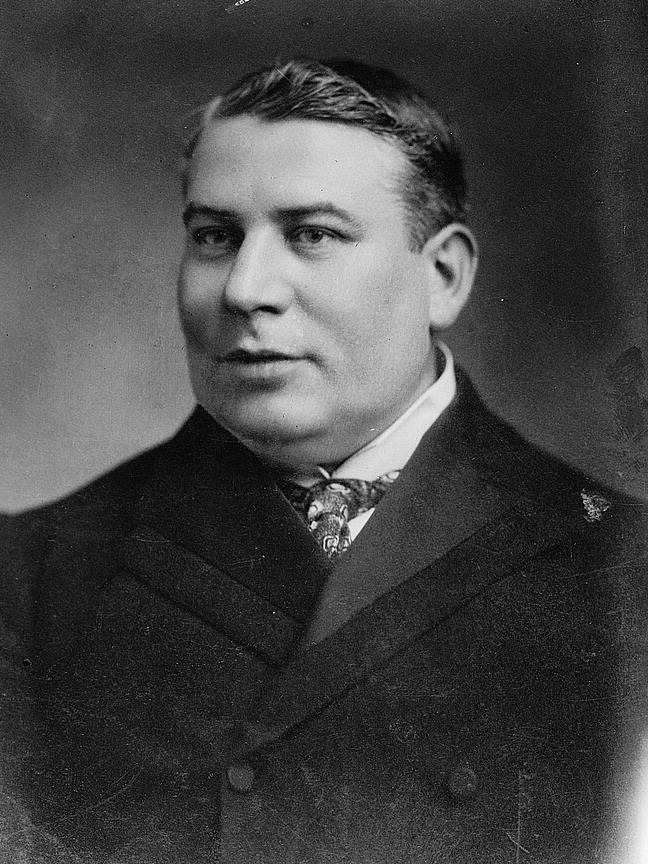
William James Bull (1900-1918)
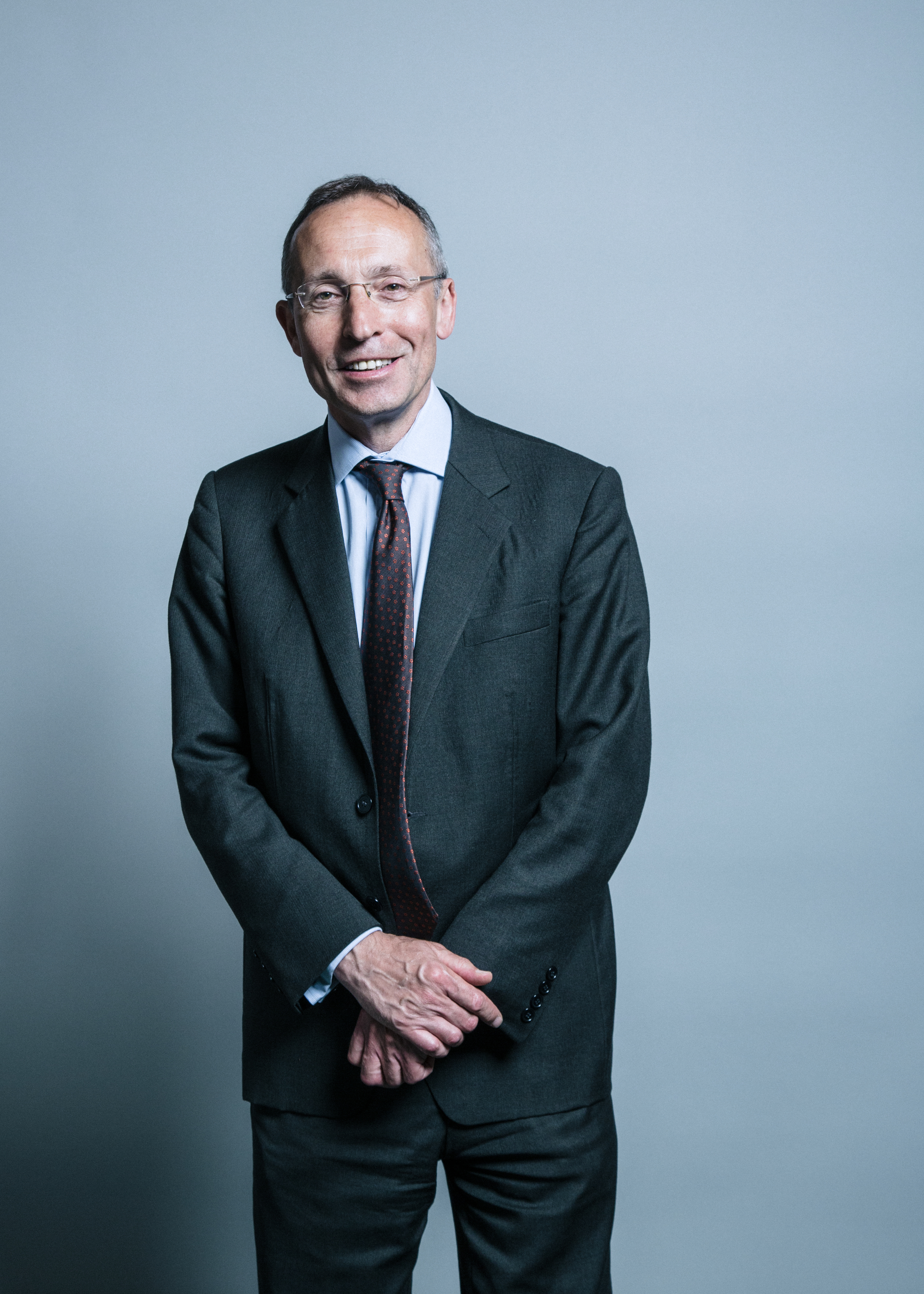
Andy Slaughter (2010-Présent)